# Funta
Funta (ファンタ) est un groupe de pop rock japonais composé de deux membres: UCO (U子, prononcé /yu:ko/) au chant et Yoshimi (吉見) sur la guitare et la basse. Actif depuis 1997, Funta n'a pas publié d'albums à ce jour, préférant se concentrer sur la commercialisation de singles pour une utilisation en tant que chansons thématique d'anime. 
Les réalisations les plus récentes de Funta concerne principalement les paroles et la composition des thèmes d'animes réalisés par d'autres artistes, dont Mika Kikuchi, Suitei-Shojo, et Mai Nakahara. En dépit de la rare activité de la bande, le duo est toujours actif; leur site internet est mis à jour régulièrement par UCO, qui conserve des journaux intimes sur le site pour elle-même ainsi que pour ses trois chiens.

## Discographie

### Musique de film
La plupart des musiques listées dans cette section sont disponibles en tant que musique de film (OST) de leur série respective.
| Année | Série                             | Type | Musique                                          | Disque                                           |
| ----- | --------------------------------- | ---- | ------------------------------------------------ | ------------------------------------------------ |
| 1998  | Dr. Slump                         | OP#1 | "Kao Dekaai"                                     | 顔でかーい [Single]                              |
| 1998  | Dr. Slump                         | N/A  | "It's a HAPPY WORLD"                             | 顔でかーい [Single]                              |
| 1998  | Dr. Slump                         | ED#1 | "Hanage ga Chotto Tobidashiteiru."               | 鼻毛がちょっととびだしている。 [Single]          |
| 1998  | Dr. Slump                         | N/A  | "ONBORO no Jitensha ni Notte"                    | 鼻毛がちょっととびだしている。 [Single]          |
| 2000  | Samurai: Hunt for the Sword (OVA) | OP   | "I Must Live"                                    | 快刀乱麻ー音楽編 - Original Soundtrack           |
| 2002  | Pita-Ten                          | OP   | "Wake up Angel ~Negaimashite wa ∞ (mugen) Nari~" | Wake up Angel ~ねがいましては∞(無限)なり~ [Maxi] |
| 2002  | Pita-Ten                          | N/A  | "We are all Dreamer"                             | Wake up Angel ~ねがいましては∞(無限)なり~ [Maxi] |
| 2003  | Popotan                           | ED   | "S･U･K･I"                                        | ぽぽたん e.p. [Maxi]                             |
| 2003  | Popotan                           | N/A  | "Gem Stone" (with Under17)                       | ぽぽたん e.p. [Maxi]                             |
| 2003  | Nanaka 6/17                       | OP   | "Sunao na Mama"                                  | 「ななか6/17」OPテーマ - 素直なまま [Maxi]       |
| 2003  | Nanaka 6/17                       | N/A  | "Mienai HAPPY ~Sagashimono wa Itsumo~"           | 「ななか6/17」OPテーマ - 素直なまま [Maxi]       |

### Autres crédits
| Année | Série                         | Type | Musique             | Chanté par                                  | Crédit               |
| ----- | ----------------------------- | ---- | ------------------- | ------------------------------------------- | -------------------- |
| 2003  | E's Otherwise                 | OP   | "Jouhou"            | Suitei-Shojo                                | Composition          |
| 2005  | Capeta                        | ED#4 | "My Star"           | Mika Kikuchi                                | Composition & Lyrics |
| 2006  | Kage Kara Mamoru!             | OP   | "Million Love"      | Mai Nakahara                                | Composition & Lyrics |
| 2006  | Kyō no go no ni (OVA)         | OP   | "Baby Love"         | Mai Kadowaki, Mamiko Noto, Mikako Takahashi | Composition          |
| 2006  | Kyō no go no ni (OVA)         | ED   | "Yakusoku"          | Mai Kadowaki, Mamiko Noto, Mikako Takahashi | Composition & Lyrics |
| 2006  | Yoshinaga-san Chi no Gargoyle | OP   | "Ohayou (オハヨウ)" | Chiwa Saito, Nana Mizuki, Yuuna Inamura     | Composition & Lyrics |

Note: Le guitariste Yoshimi est parfois crédité sous le nom de Hide.